# Sindrome del tunnel tarsale
Per  Sindrome del tunnel tarsale in campo medico, si intende un'anomalia che riguarda la pianta del piede e più precisamente un unico nervo (mononeuropatia), che rientra fra le sindromi da intrappolamento nervoso.

## Eziologia
Le cause sono variabili, da una fibrosi nata in seguito ad un trauma all'ipertrofia dell'abduttore dell'alluce, l'atropatia di tipo infiammatorio e anche alcune forme di edema.

## Sintomatologia
Il sintomo tipico è il dolore che aumenta se la persona si trova in posizione eretta ma è spesso presente anche in altre posture, parestesia, compare il segno di Tinel.

## Terapia
Il trattamento è di tipo costrittiva e di supporto, ovvero si utilizzano bendaggi o un'ortesi che blocchi il piede, tutto per diminuire le tensioni a carico del nervo, massaggi alla zona interessata. La terapia farmacologica è a base di steroidi mentre per quanto riguarda gli interventi chirurgici è prevista la decompressione.